# Jilm u Leistnerovy hájovny
Jilm u Leistnerovy hájovny je památný strom jilm drsný (Ulmus glabra) na okraji lesního porostu vedle zbytků stavby bývalé pohodnice v okrese Sokolov v Karlovarském kraji. Strom roste při cestě k památníku umučených žen, asi 300 m západně od odbočky zelené značené turistické cesty (Zaječí vrch) ze silnice Čistá – Prameny. Strom s nízkým, silně rozbrázděným kmenem má měřený obvod 358 cm, výšku 23 m (měření 2012). Kmen i větve, z nichž některé sahají až na zem, jsou silně porostlé mechem. Za památný byl vyhlášen v roce 2012 jako strom významný stářím a vzrůstem.

## Stromy v okolí
- Pasecká lípa
- Lípa na Paseckém vrchu
- Lípa v Krásné Lípě

## Fotogalerie

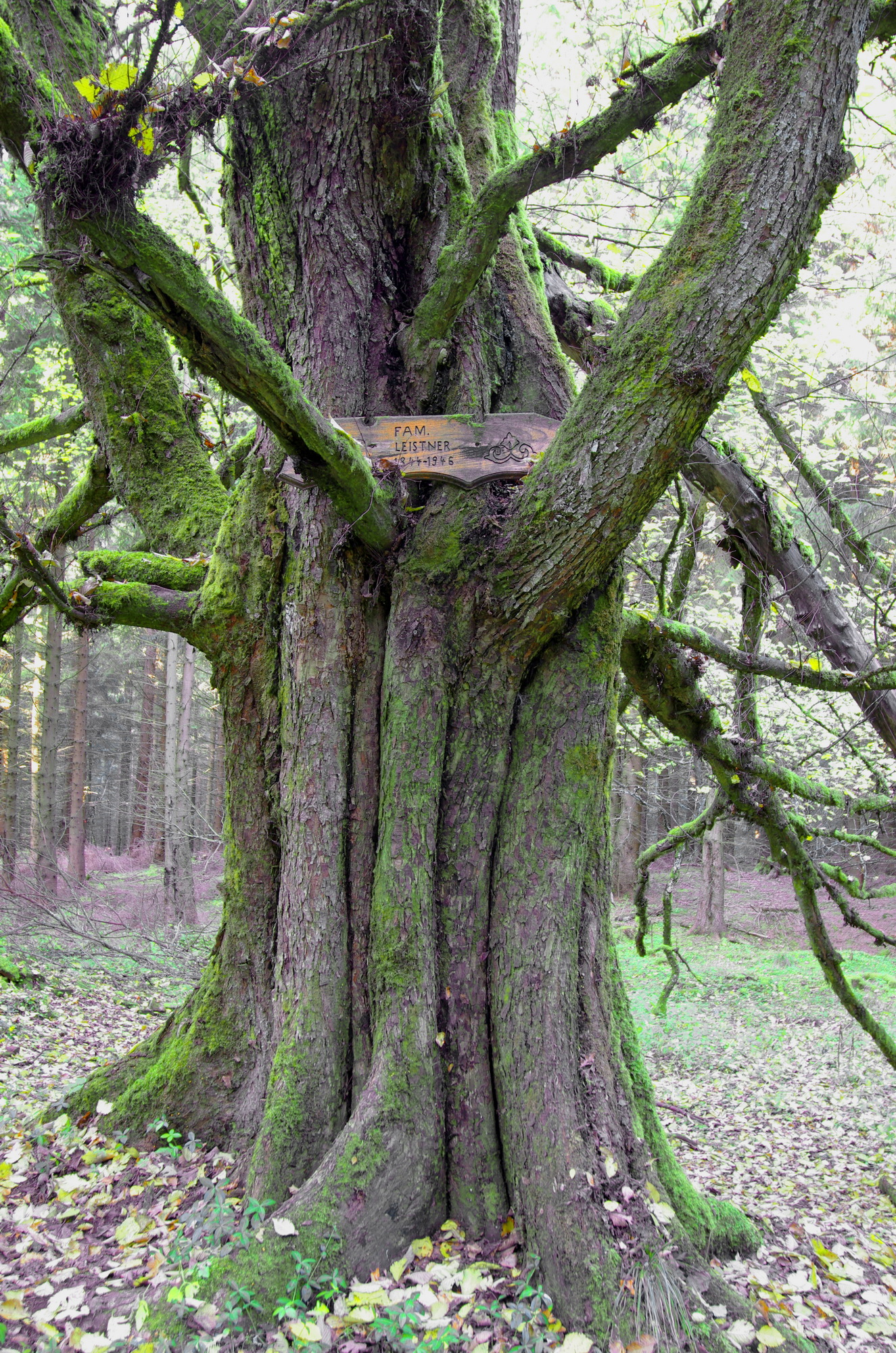
detail kmene
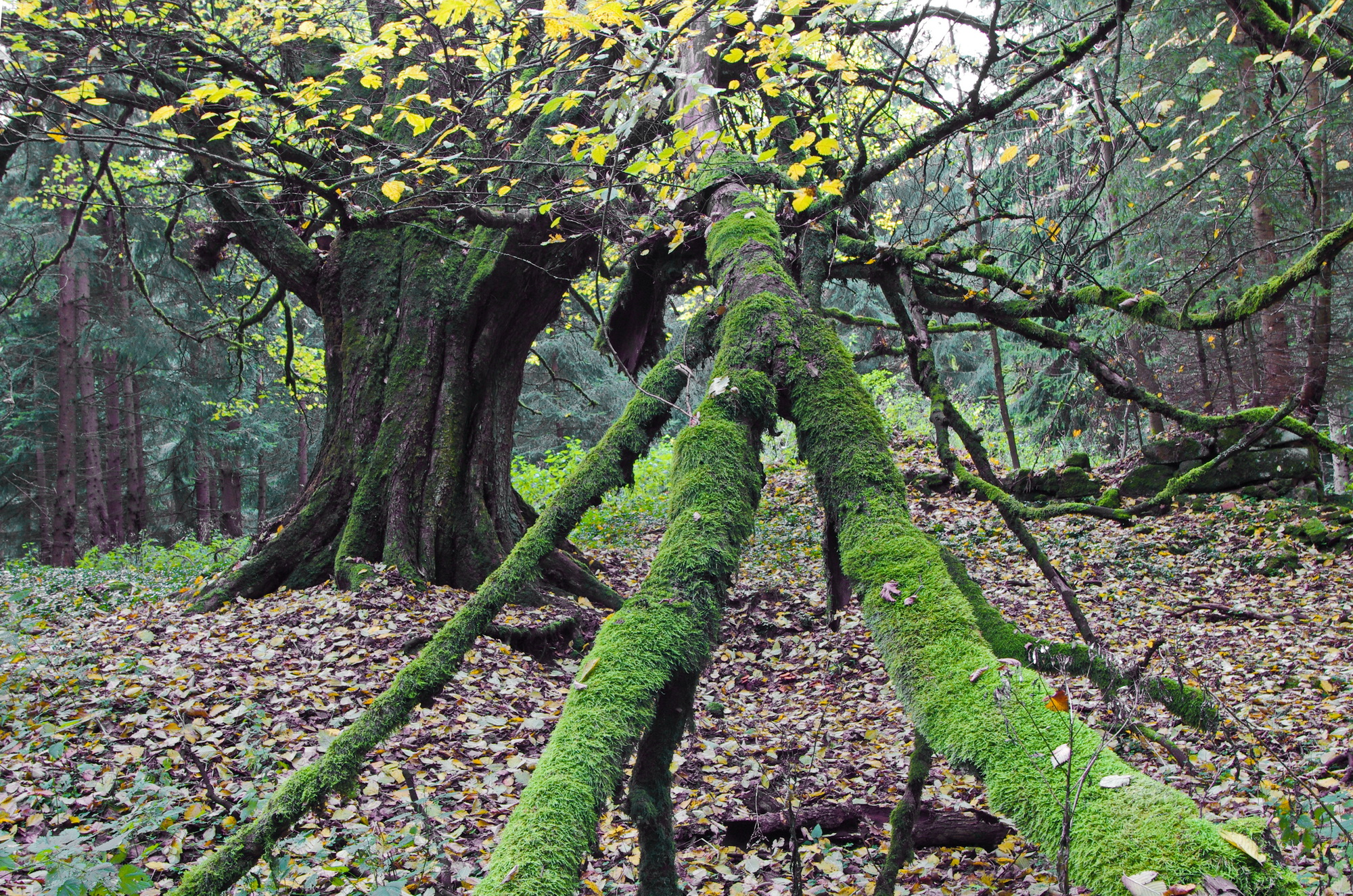
v listopadu 2014
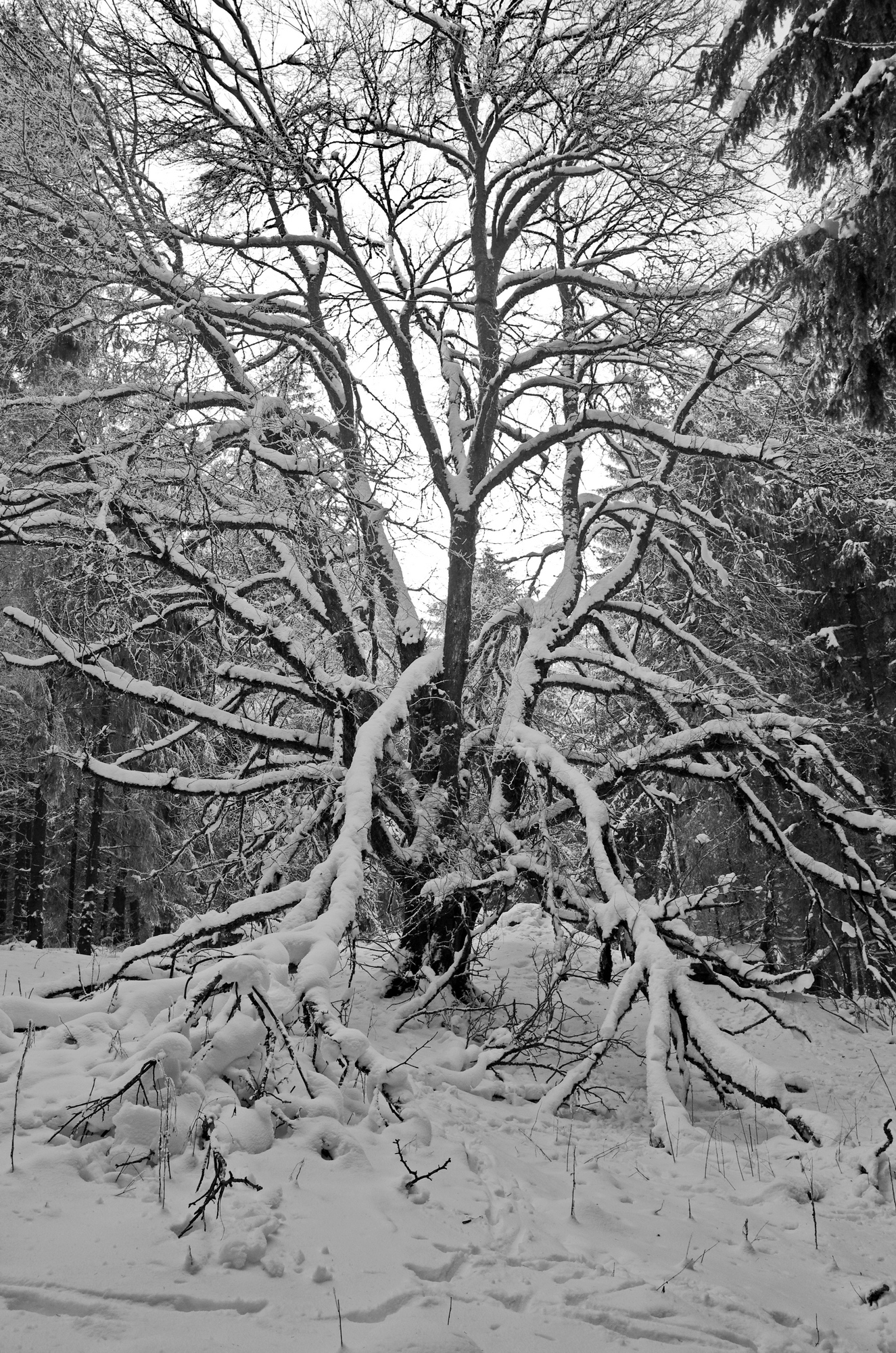
v únoru 2015